# Újezd (Kunštát)
Újezd je vesnice, část města Kunštát v okrese Blansko. Nachází se asi 1,5 km na východ od Kunštátu. Prochází zde silnice I/19. Je zde evidováno 98 adres. Trvale zde žije 251 obyvatel.
Újezd leží v katastrálním území Újezd u Kunštátu o rozloze 2,6 km2.

## Historie
První písemná zmínka o obci pochází z roku 1368.

## Pamětihodnosti
- Venkovská usedlost čp. 22
- Venkovský dům čp. 3

## Fotogalerie

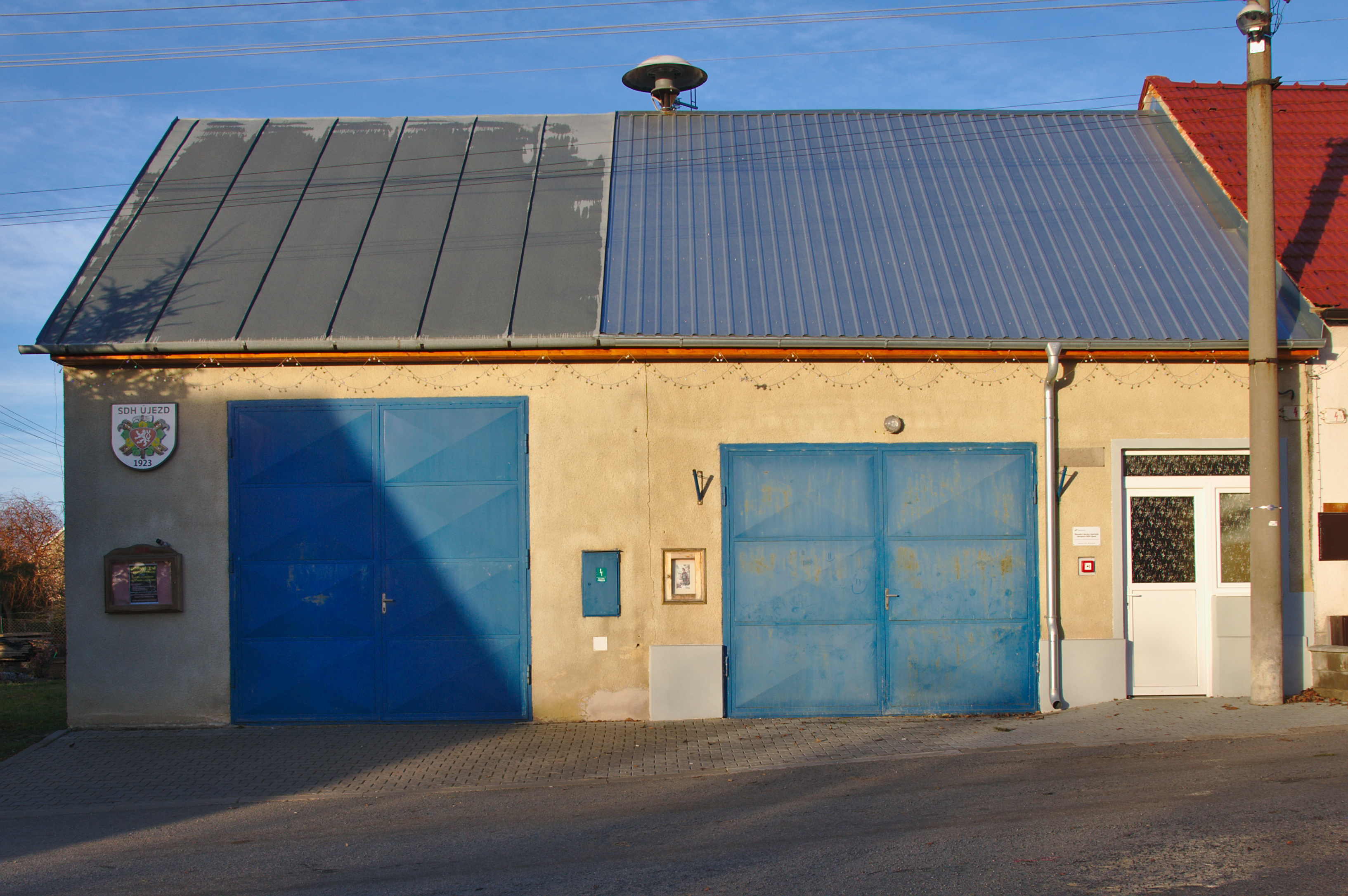
Hasičská zbrojnice
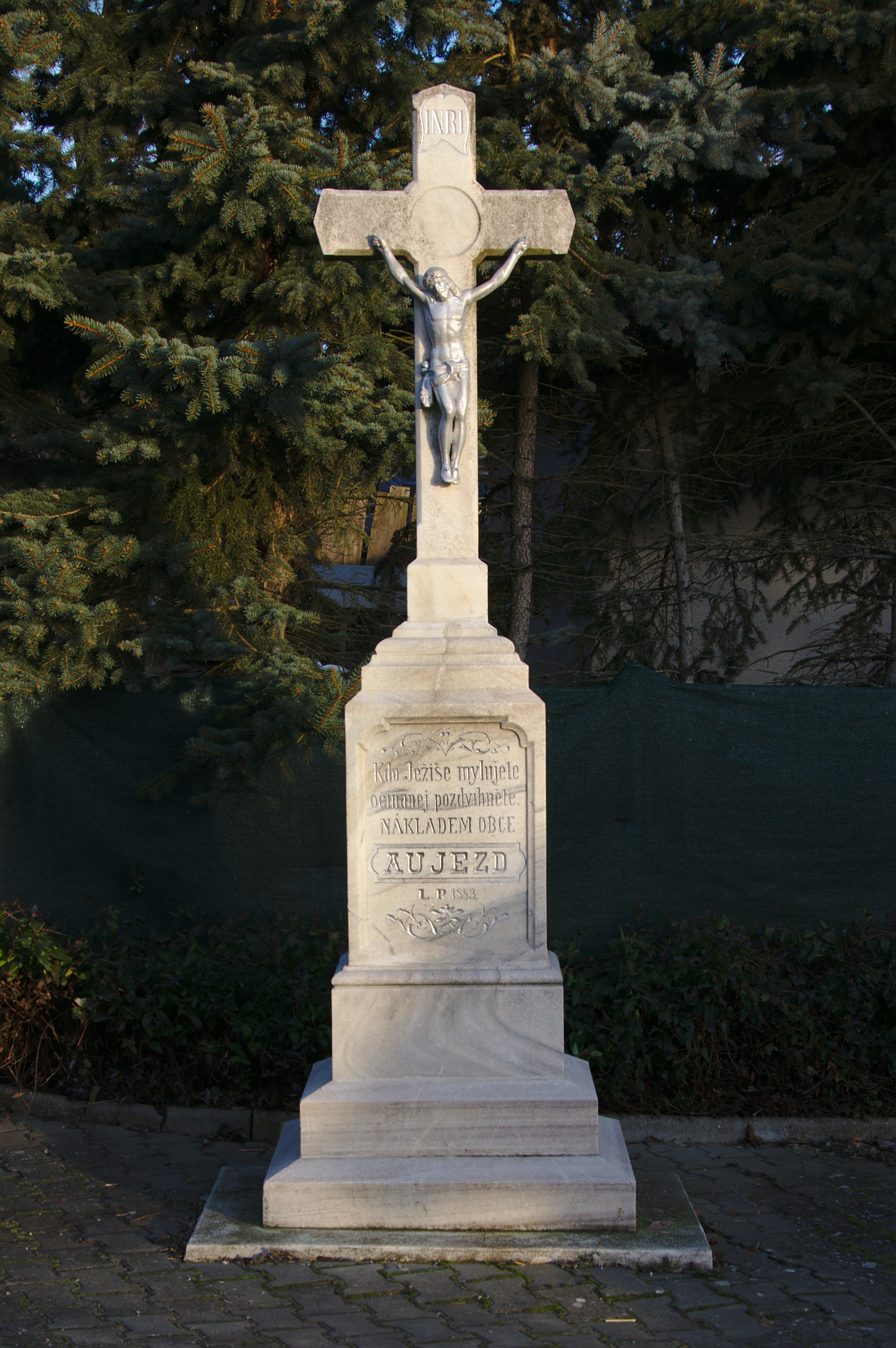
Kříž u kaple
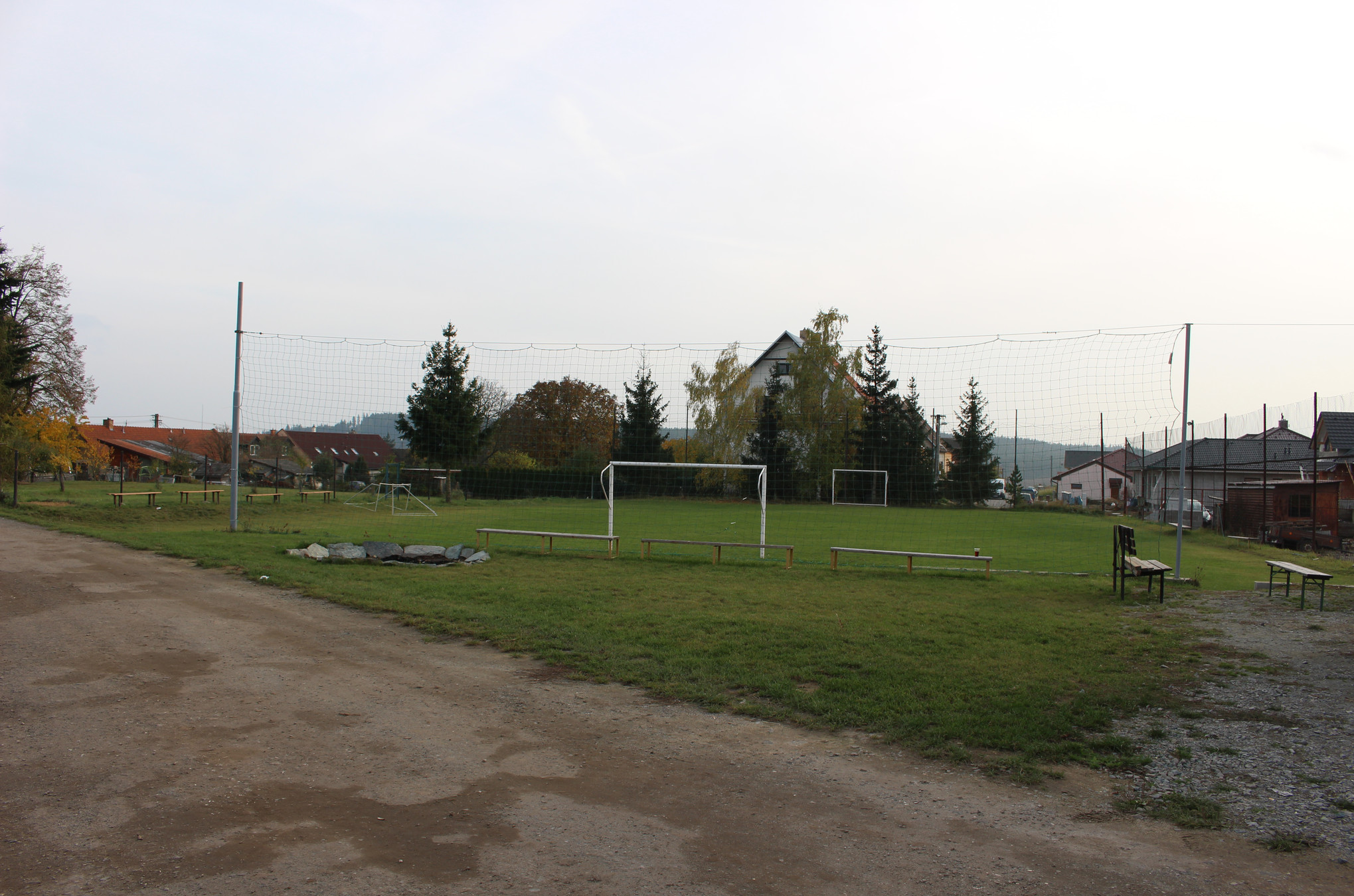
Hřiště
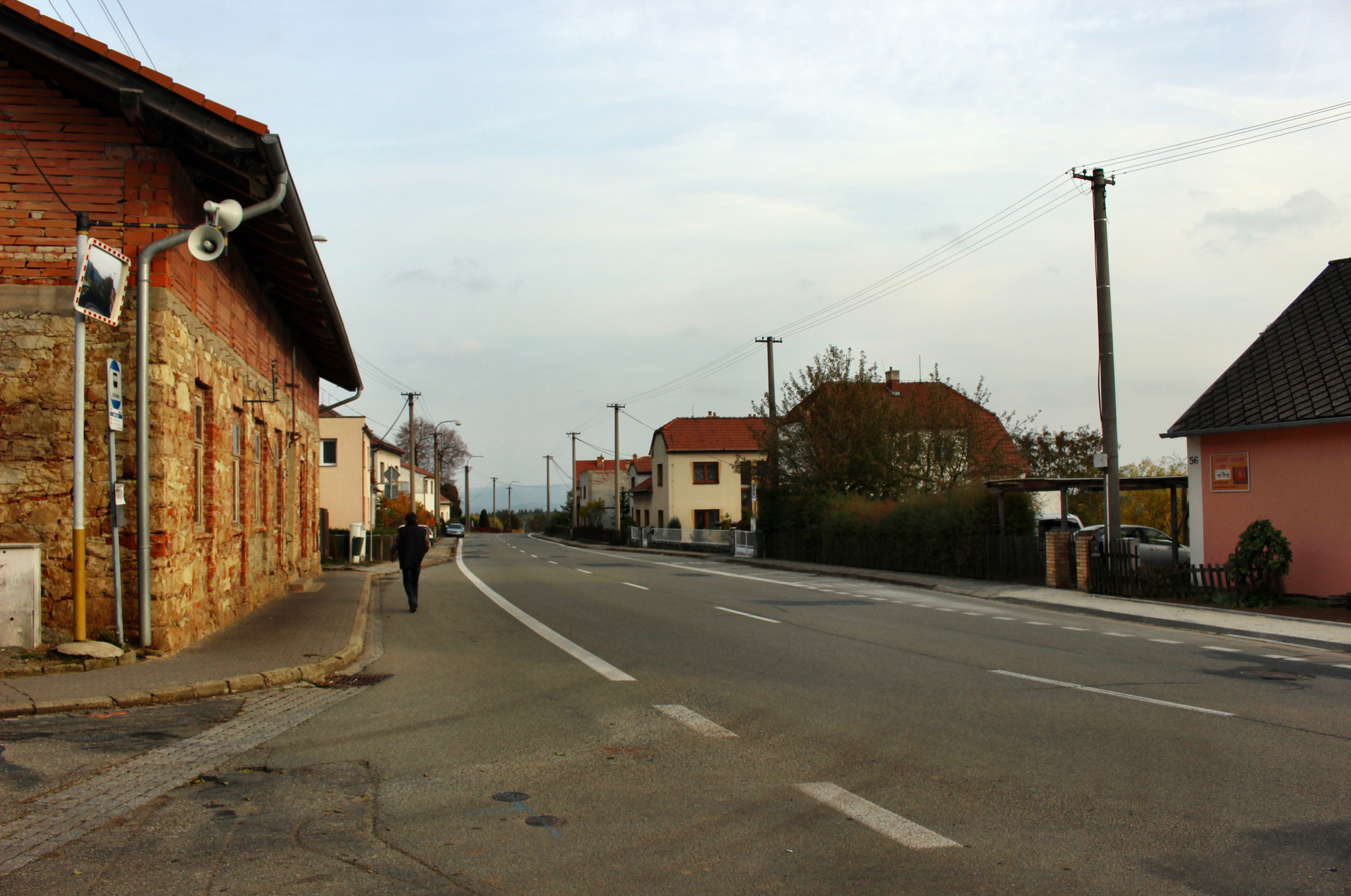
Průtah obcí
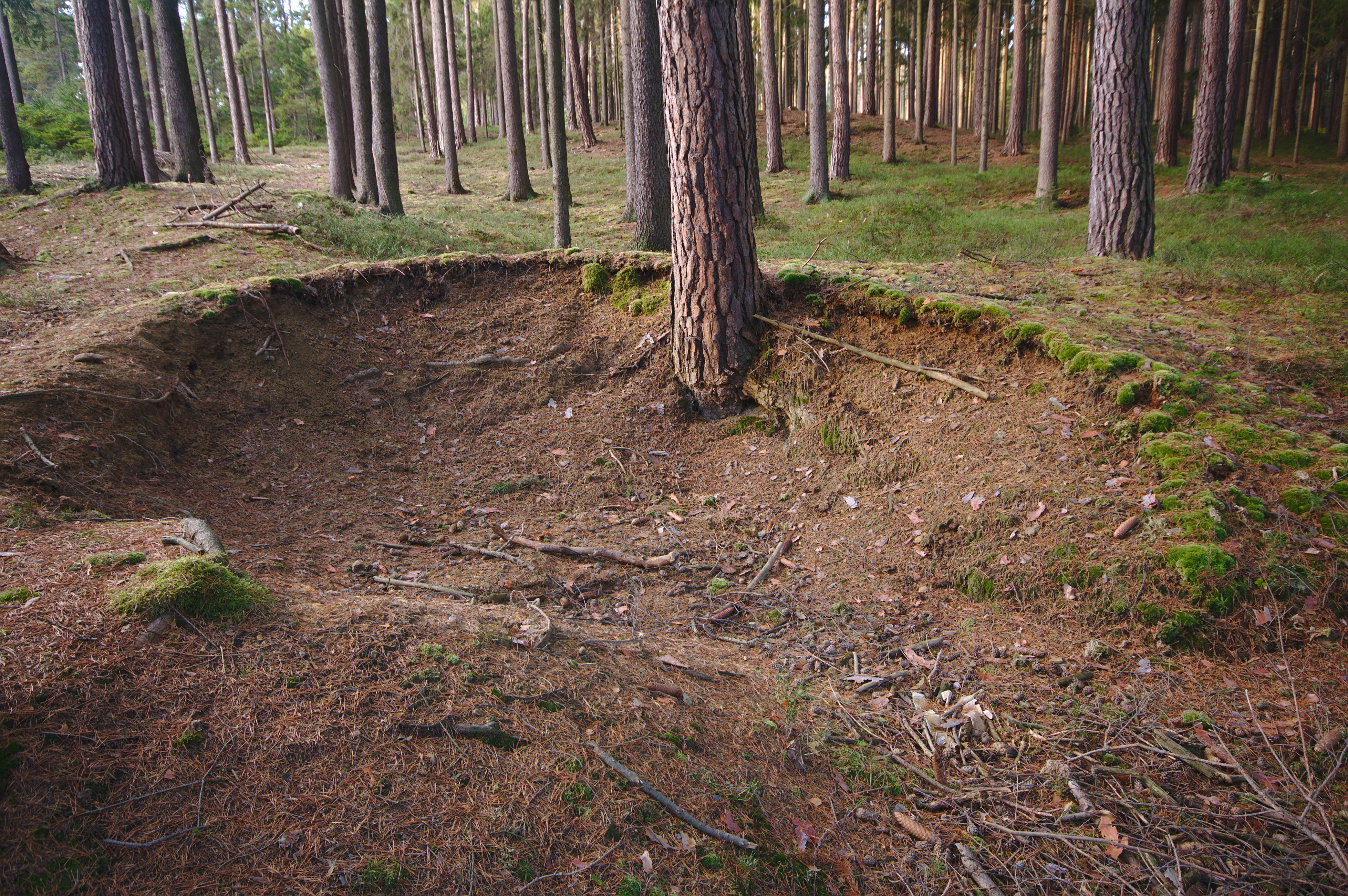
Pinky v lese